# Labotas
|  | Per a altres significats, vegeu «Labotes (general)». |

Labotas o Labotes (es tracta de la forma original dòrica; en grec antic: Λαβώτας, Lābṓtās), segons Heròdot Leobotes (es tracta de la forma jònica; en grec antic: Λεωβώτης, Leōbṓtēs) va ser un rei d'Esparta que regnà entre el 995 aC i el 958 aC.
Va ser el quart rei del país de la línia agíada. El seu regnat va veure el començament del conflicte entre Esparta i Argos, segons Pausànias. Heròdot diu en el seu temps es van portar a Esparta les lleis de Licurg, que era el seu oncle i tutor.